# Norra Klåvtjärnen
Norra Klåvtjärnen är en sjö i Tanums kommun i Bohuslän och ingår i Enningdalsälvens huvudavrinningsområde. Sjön är 9,5 meter djup, har en yta på 0,014 kvadratkilometer och befinner sig 189 meter över havet.